# Horizocerus hartlaubi
El toco negro (Horizocerus hartlaubi) es una especie de ave bucerotiforme de la familia Bucerotidae, propia de las selvas africanas desde Guinea hasta Angola.

## Subespecies
Se reconocen dos subespecies:
- Horizocerus hartlaubi hartlaubi (Gould, 1861) - de Sierra Leona a República Democrática del Congo (al oeste del río Congo)
- Horizocerus hartlaubi granti (Hartert, 1895) - de la cuenca del Congo en la República Centroafricana a Zaire y Uganda. Algunos, como la IUCN, lo consideran una especie plena.[5]